# مان سری تی‌جی
مان سری تی‌جی (انگلیسی: MAN TG-range) مجموعه ای از کامیون‌های تولید شده از سال ۱۹۹۹ توسط سازنده خودرو آلمانی مان تراک اند باس است. این سری، جانشین سری F2000، L2000 و M2000 است. این سری شامل TGA (اکنون متوقف شده)، TGL, TGM, TGS و TGX می‌باشد.
با معرفی خودروی تجاری سبک تی‌جی‌ئی (TGE) که یک فولکس‌واگن کرافتر می‌باشد، سری-تی‌جی در حال حاضر از پنج مدل تشکیل شده است.

## مسابقات خودرویی
این کامیون از سال ۲۰۱۰ تا ۲۰۱۶ هر سال قهرمان مسابقات کامیون‌رانی اروپا (European Truck Racing) و همچنین برنده رالی داکار ۲۰۰۷ شده است.